# Есертин ан Шателнеф
Есертин ан Шателнеф (фр. Essertines-en-Châtelneuf) насеље је и општина у источној Француској у региону Рона-Алпи, у департману Лоара која припада префектури Монбризон.
По подацима из 2011. године у општини је живело 667 становника, а густина насељености је износила 43,88 становника/km². Општина се простире на површини од 15,2 km². Налази се на средњој надморској висини од 700 метара (максималној 1.010 m, а минималној 444 m).

## Демографија
| 1962. | 1968. | 1975. | 1982. | 1990. | 1999. | 2011. |
| ----- | ----- | ----- | ----- | ----- | ----- | ----- |
| 327   | 357   | 360   | 454   | 521   | 587   | 667   |

График промене броја становника у току последњих година